# Esperantostrip
Esperantostrips zijn strips in het Esperanto. Er bestaan strips die origineel in deze taal zijn geschreven en andere die zijn vertaald. Vooral de strips van Kuifje en Asterix zijn populair onder esperantisten.

## Origineel in het Esperanto
- Serĝo Sire · Noktoj. - Parijs, 1977 - mogelijk de eerste strip in het Esperanto
- Rejn-Or' / Serĝo Sire
- Torras, Arnau: La krizo. - Verschenen in Literatura Foiro 164, dec. 96, pag. 307 - 310
- Torras, Arnau: La romatikulo en la XX-a jarcento.
- Torras, Arnau: Pli ol homo, esperantisto!: La D-ro SenEsperanto kaj la alternativa lingvo. - Zagreb: Studenta E-Klubo, 1996. - 48 p. ; 30 cm. - ISBN 953-96912-0-6.
- Torras, Arnau: La serĉo por la Bona Etoso. - 1998.
- Dek jarojn poste: prifutura aventuro / Johnny P. Humphreys. - Berkeley: Uitgeverij. BERO, [1995]. - 28 p. ; 30 cm.
- Aventuro de Momo. La ringo de Mobiuso / fratoj Jean-Pierre k Michel Cavelan. - Thaumiers: La KancerKliniko, 1996. - 44 p. ; 30 cm
- Weichert, Martin · Gogo, la testudo. - München, 1987. - 15 p. - 812-32

## Vertaald vanuit het Nederlands

### Suske en Wiske
Op 19 oktober 2002 verscheen voor het eerst een Suske en Wiske-album in het Esperanto (Het kregelige ketje, La Brusela Bubo). Het initiatief hiervoor namen de Tiense en Leuvense Esperantogroepen.

## Vertaald vanuit het Frans

### Asterix
Reeds in de jaren 70 is de eerste Asterix in het Esperanto verschenen. Op dit ogenblik zijn er 5 verkrijgbaar.
- Asteriks la Gaŭlo (Astérix le Gaulois) Stuttgart: Delta uitgeverij, 1973. - 48 p.
- Asteriks, la gladiatoro (Astérix gladiateur) Zagreb: Izvori, 1994 - ISBN 953-6157-10-1
- Asteriks kaj Kleopatra (Astérix et Cléopatre) Zagreb: Izvori, 1995. - 48 p. - ISBN 953-6157-20-9
- Asteriks kaj la normanoj (Astérix et les Normands) Zagreb: Izvori, 1996. - 48 p. - ISBN 953-6157-25-X.
- Asteriks ĉe la Olimpiaj Ludoj (Astérix aux jeux olympiques) Zagreb: Izvori, 1996. - 48 p

### Kuifje
De volgende strips van Kuifje bestaan in het Esperanto.
- La krabo kun oraj pinĉiloj (Le crabe aux pinces d'or) Parijs-Doornik: Casterman, 1981. - 62 p. - ISBN 2-203-01001-0.
- La nigra insulo (L'île noire) Esperantix, 1987. - 62 p. - ISBN 2-907120-01-8.
- Tinĉjo en Tibeto (Tintin au Tibet) (uitgegeven naar aanleiding van 'Boulogne 2005', een evenement in Boulogne-sur-Mer n.a.v. 100 jaar Esperanto-bijeenkomsten)

### Guust Flater
De Franse Esperantojongeren hebben in 2005 een strip van Guust (Frans: Gaston) in het Esperanto vertaald. Gastono Lafuŝo heet hij in deze taal.

### De Kleine Robbe
Het eerste album van De Kleine Robbe (Frans: Le Petit Spirou) is vertaald in het Esperanto ("La eta Spiru' ") en is in december 2005 verschenen bij de Franse Esperantojongeren.

## Vertaald vanuit het Duits
In de bloeitijd van het Esperanto waren de oer-strips van Max und Moritz ongekend populair, vandaar dat ze meerdere malen in het Esperanto vertaald zijn.
- Busch, Wilhelm · Maks kaj Moric (Max und Moritz). Wenen: Esperantovereniging 'Danubio', s.j. - 12 p. ; bildrakonto. = <esp.>
- Busch, Wilhelm · Maks kaj Moric (Max und Moritz) Karl-Marx-Stadt/Leipzig: Esperantovereniging van de Democratische Republiek Duitsland, 1983. - 20 p.
- Busch, Wilhelm · Maks kaj Morits: Knaba rakonto en sep bubaĵoj. Münster: Coppenrath, 1985. - 84 p. - ISBN 3-88547-273-2
- Busch, Wilhelm · Max kaj Moritz: Buba rakonto en sep petoloj. Iltis, 1984. - 57 p.
- Hoffmann, Heinrich · Hirthara Petro (Der Struwwelpeter)
- Hoffmann, Heinrich · La Struvelpetro: Beletaj rakontoj kaj komikaj bildoj (Der Struwwelpeter). Kopenhagen: TK, s.j. - 24 p.

## Vertaald vanuit het Zweeds
- Borg, Inga · Plupo kaj la ursido (Plupp och björnungarna). Uitgeverij Progreso, 1987. - 24 p. - ISBN 91-87320-01-0
- ...en de andere Plupo-boekjes (vijf in totaal)
- Widerberg, Siv; Torudd, Cecilia · La knabino kiu ne volis iri al la infanejo (Flickan som inte ville gå till dagis) / El la sveda de Malte Markheden. - Uitgeverij Progreso Eldonejo, 1988.

## Vertaald vanuit het Russisch
- 1825: Komploto: Cent jaroj de la rusia revolucia tradicio. Moskou, uitgeverij Progreso, 1989. - 160 p. ISBN 5-01-001860-8
- 1905: Prologo: Cent jaroj de la rusia revolucia tradicio. Moskou, uitgeverij Progreso, 1989. - 160 p. - ISBN 5-01-001859-4
- La rusa revolucio de 1917: Kiel tio okazis?: Cent jaroj de la rusia revolucia tradicio. - Moskou, uitgeverij Progreso, 1989.

## Vertaald vanuit het Hongaars
- Jókai, Mor · La filoj de l' ŝtonkora homo / Geschreven door Tibor Cs. Horváth. Getekend door Pál Korcsmáros. Tekst in het Esperanto van Vilmos Benczik. - Boedapest: Hongaarse Esperantovereniging, 1978. - 60 p.
- Gárdonyi, Géza · Steloj de Eger / Geschreven door Tibor Cs. Horváth. Uit het Hongaars vertaald door Vilmos Benczik. Tekeningen door Pál Korcsmáros. - Boedapest: Hongaarse Esperantovereniging, 1979. - 51 p. - ISBN 9635710542. - 894.51
- Prus, Boleslaw (= Glowacki, A.) · La faraono / Geschreven door Tibor Cs. Horvát. Getekend door Attila Fazekas. Boedapest: Hongaarse Esperantovereniging, 1980. - ISBN 963-571-069-0. - 34 p.

## Vertaald vanuit het Japans
- Nakazawa Keizi · Nudpieda Gen (Hadashi no Gen) / uit het Japans vertaald door Izumi Yukio. 2de herziene uitgave - Tokio: Rondo Gen, 1985. - 284 p.
- Tezuka Osamu: La flambirdo. Uit het Japans vertaald door Konisi Gaku. Uitgegeven door Japana Esperanta Librokooperativo, Toyonaka-si 2001. 296 p. ISBN 4-88887-019-5.

## Vertaald vanuit het Chinees
- Liu Venhjue: Bildrakonto pri junpioniro / Getekend door Lou Giaben. - Peking, 1977. - 52 p.
- Militirado norden kaj suden. Peking, 1972. - 172 p.
- ...en vele kinderboekjes

## Vertaald vanuit het Engels
- La bildstria gvido al genetiko / Larry Gonick en Mark Whellis. Uit het Engels vertaald door Sung Ho Cho. - Seoel: uitgeverij Akademio, 1996. - 216 p. ; 22 cm. - ISBN 89-7616-155-6

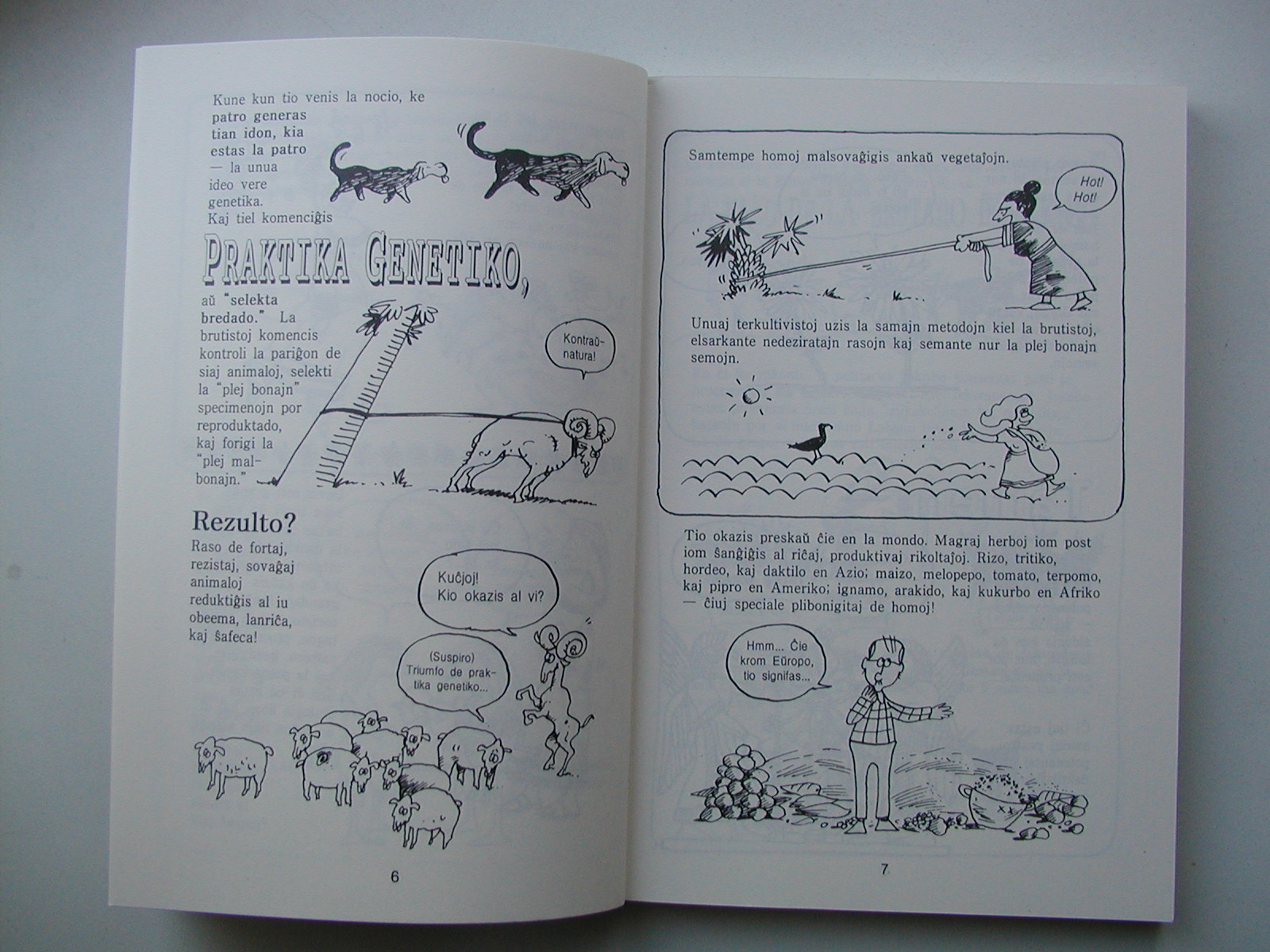
La bildstria gvido al genetiko